# Kallham
Kallham è un comune austriaco di 2 449 abitanti nel distretto di Grieskirchen, in Alta Austria.